# Heterosmilax borneensis
Heterosmilax borneensis är en enhjärtbladig växtart som beskrevs av A.Dc. Heterosmilax borneensis ingår i släktet Heterosmilax och familjen Smilacaceae. Inga underarter finns listade.